# Trenes Argentinos Cargas
Trenes Argentinos Cargas, (ou Belgrano Cargas y Logística S.A.) est une entreprise publique argentin de transport ferroviaire de marchandises. Elle fait partie de l'entreprise Trenes Argentinos, parmi d'autres issues des services ferroviaires publiques.

## Histoire
L'entreprise a été créée en mai 2013 par décret sous le mandat de la présidente Cristina Fernández de Kirchner afin de reprendre l'exploitation intégrale du réseau de fret ferroviaire General Belgrano. En juin, elle a également repris l'exploitation complète des réseaux General Urquiza et General San Martín, Ferrocarril Mitre.
Ses actionnaires sont trois entreprises publiques: Trenes Argentinos Infraestructura, Trenes Argentinos Operaciones et Administración General de Puertos (AGP).

## Statistiques
| Année | Tonnes    | Variation |
| ----- | --------- | --------- |
| 2019  | 6 008 780 | +33,7%    |
| 2018  | 4 494 243 | +49,5%    |
| 2017  | 3 005 344 | +18,0%    |
| 2016  | 2 546 728 | +0,8%     |
| 2015  | 2 526 255 | -19,9%    |
| 2014  | 3 155 301 | -24,1%    |
| 2013  | 4 155 763 | -16,5%    |

Note : Seuls les chiffres sous administration de l'État sont exposés.
Trenes Argentinos Cargas, qui a géré jusqu'en 2020 les services des lignes Belgrano, Urquiza et San Martin, a enregistré cette même année une augmentation de 27 % en quantité de tonnes transportées, avec des chiffres records au premier semestre.

### Source de la traduction
- (es) Cet article est partiellement ou en totalité issu de l’article de Wikipédia en espagnol intitulé « Trenes Argentinos Cargas » (voir la liste des auteurs).